# Seznam děkanů Ekonomicko-správní fakulty Masarykovy univerzity
Toto je seznam děkanů Ekonomicko-správní fakulty Masarykovy univerzity.
1. Ladislav Blažek (1991–1999)
2. Antonín Slaný (1999–2004)
Jaroslav Rektořík (2004, pověřen výkonem funkce)
3. Ivan Malý (2005–2007)
4. Martin Svoboda (2008–2010)
Martin Kvizda (2010, pověřen výkonem funkce)
5. Ivan Malý (2010–2012)
Martin Kvizda (2012, pověřen výkonem funkce)
6. Antonín Slaný (2012–2020)
7. Jiří Špalek (od 2020)[2][3]